# Blachea longicaudalis
Blachea longicaudalis är en fiskart som beskrevs av Emma S. Karmovskaya 2004. Blachea longicaudalis ingår i släktet Blachea och familjen havsålar. Inga underarter finns listade.